# Fāsiladas
Fāsiladas (nome regale: Alam Sagad; Magazaz, 20 novembre 1603 – Azazo, 18 ottobre 1667) fu imperatore d'Etiopia dal 1632 al 1667.
Fāsiladas (Ge'ez ፋሲልደስ Fasiladas, Fāsīledes, noto anche come Fasil o Basilide, è stato un imperatore d'Etiopia dal 1632 al 18 ottobre 1667 e membro della dinastia salomonica. Il suo nome regale al trono era 'Alam Sagad (Ge'ez ዓለም ሰገድ Ālam Sagad, moderno Ālem Seged), che significa "colui a cui il mondo si inchina". Era il figlio dell'imperatore Susenyos I e dell'imperatrice Sultana Mogassa, nato a Magazaz in Shewa il 10 novembre 1603. Il nome di suo nonno paterno era anche Fasilides.

## Storia
Fāsiladas fu proclamato imperatore nel 1630 nel corso di una rivolta guidata da Sarsa Krestos, ma non salì al trono finché suo padre non abdicò nel 1632. Divenuto imperatore, Fāsiladas ripristinò immediatamente lo status ufficiale della tradizionale Chiesa ortodossa etiope. Mandò un nuovo Abuna dal Patriarca di Alessandria, ripristinando l'antico rapporto. Confiscò le terre dei gesuiti a Dankaz e in altre parti dell'impero, relegandoli a Fremona. Quando senti che i portoghesi bombardarono Mombasa, Fāsiladas presunse che Afonso Mendes e gli altri preti cattolici e i restanti gesuiti fossero nemici da bandire dalle sue terre. Mendes e la maggior parte dei suoi seguaci fecero ritorno a Goa, venendo derubati e imprigionati più volte lungo la strada. Nel 1665 ordino che "Libri dei Franchi" scritti da religiosi cattolici venissero bruciati.
Gli viene comunemente attribuita la fondazione della città di Gondar nel 1636, destinandola a capitale dell'Etiopia. Tra gli edifici che fece erigere ci sono gli inizi del complesso del castello più tardi conosciuto come Fasil Ghebbi, così come alcune delle prime 44 chiese di Gondar: Adababay Iyasus, Adababay Tekle Haymanot, Atatami Mikael, Gimjabet Maryam, Fit Mikael, e Fit Abbo . Inoltre gli viene accreditata la costruzione di sette ponti in pietra in Etiopia e pertanto tutti i vecchi ponti presenti Etiopia sono comunemente considerati come opere costruite da lui.

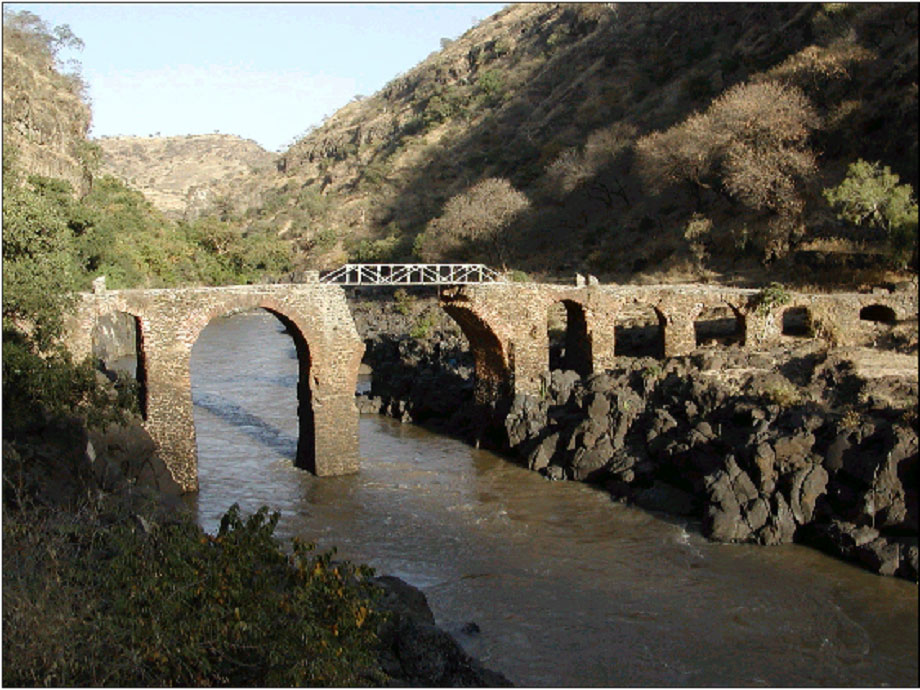
Sebara Dildiy era uno dei due ponti di pietra costruiti sul Nilo Azzurro durante il regno di Fāsiladas. Sebara Dildiy fu riparato durante il regno dell'imperatore Menelik II.

L'Imperatore Fasilides costruì anche la Chiesa Madre di Santa Maria di Sion a Axum  conosciuta oggi come il "Duomo Vecchio" e sta accanto a una cattedrale più recente costruita dall'imperatore Hailé Selassié.
La lotta della ribellione contro gli Agaw nel Lasta, che era iniziata con il padre, continuò nel suo regno e per il resto del suo regno fece regolari spedizioni punitive nel Lasta. La prima fu nel 1637 e nella battaglia di Libo i suoi uomini furono colti dal panico a seguito dell'assalto degli Agaw. Questi entrarono con il loro capo Melka Kristos nel palazzo di Fasilides e presero il trono. Fasilides rapidamente recuperò il trono ed inviò soldati in soccorso di Qegnazmach Dimmo governatore dello Semien e di suo fratello Gelawdewos governatore di Begemder. Questi marciarono contro Melka Kristos, che era ancora a Libo, dove venne ucciso e i suoi uomini sconfitti. L'anno successivo Fāsiladas marciò verso il Lasta; secondo James Bruce, gli Agaw si ritirarono nelle loro roccaforti di montagna e "quasi tutto l'esercito perì tra le montagne, gran parte per fame ma anche per il freddo, data la temperatura molto bassa a quelle latitudini".
Fāsiladas inviò un'ambasceria in India nel 1664 congratulandosi con Aurangzeb per la sua ascesa al trono dell'Impero Mughal.
Nel 1666, dopo che suo figlio Dawit si ribellò, Fasilides lo incarcerò a Wehni, dove fece rivivere l'antica pratica di confino dei membri molesti della famiglia imperiale in una montagna, nell'Amba Geshen.
Fāsiladas morì ad Azazo, otto km a sud di Gondar, e il suo corpo fu sepolto a Santo Stefano in un monastero nell'Isola Daga nel lago Tana. Quando a Nathaniel T. Kenney vennero mostrati i resti di Fāsiladas, egli vide una mummia più piccola che condivideva la bara. Un monaco gli disse che era Isur la figlia di sette anni di Fāsiladas che era stata soffocata in una ressa di persone che erano venute a pregare per rendere omaggio al re.